# Isocracia
La isocracia es el gobierno de los iguales, una forma de gobierno en el cual todos los ciudadanos poseen poderes políticos equivalentes. El término se deriva del griego "ισος" que significa "igual" y "kράτος", "poder", o "gobierno".

## Isocracia en Atenas
Es el nombre que los atenienses dieron a su gobernación: el gobierno de los iguales, la igualdad política entre aquellos que tenían derechos ciudadanos, de los que estaban excluidos mujeres, esclavos y extranjeros (metecos). Este sistema político abarcaba tanto a la nobleza (eupátridas) como al pueblo llano (demos: artesanos y campesinos).
Desde la reforma de Solón en el 594 a. C., la soberanía recaía en cada ciudadano, que la ejercía votando en la Asamblea (Ekklesía). Esta tomaba las decisiones de forma inapelable, y era la encargada de dictar leyes y de elegir a los jueces y a algunos cargos del gobierno, ya que otros se proveían por medio de elecciones, como el comandante militar (Strategos). De la aplicación de las leyes emanadas de la Asamblea estaba encarga la Boulé, una asamblea menor, cuyos miembros eran elegidos por sorteo entre los ciudadanos.

## Otras características
La sociedad ateniense, además de la isocracia (igualdad en la toma de decisiones), reconocía, a partir de la reforma de Clístenes en 506 a. C., la isonomía (mismas leyes para todos) y la isogonía (igualdad de todos para intervenir en la administración), con las mismas limitaciones en cuanto a quién era considerado ciudadano.
Aristóteles, en su obra Política, define a la democracia por sus características:
- isocracia, igualdad en el poder,
- isonomía, igualdad ante la ley,
- isegoría, igualdad en la participación en la palabra en el ágora.[9]

### Citas
1. ↑  Laurent: op. cit., pág. 196.
2. ↑  Ruiz Galacho: op. cit., pág. 9.
3. ↑  Estévez: op. cit., cap. III.
4. ↑  Ruiz Galacho: op. cit., pág. 16.
5. ↑  Ruiz Galacho: op. cit., pág. 17.
6. ↑  Labastida: pág. 22.
7. ↑  Ruiz Galacho: op. cit., pág. 21.
8. ↑  Yturbe: op. cit., pág. 65.
9. ↑  Ruipérez Alamillo: op. cit., pág. 177.